# CFMインターナショナル

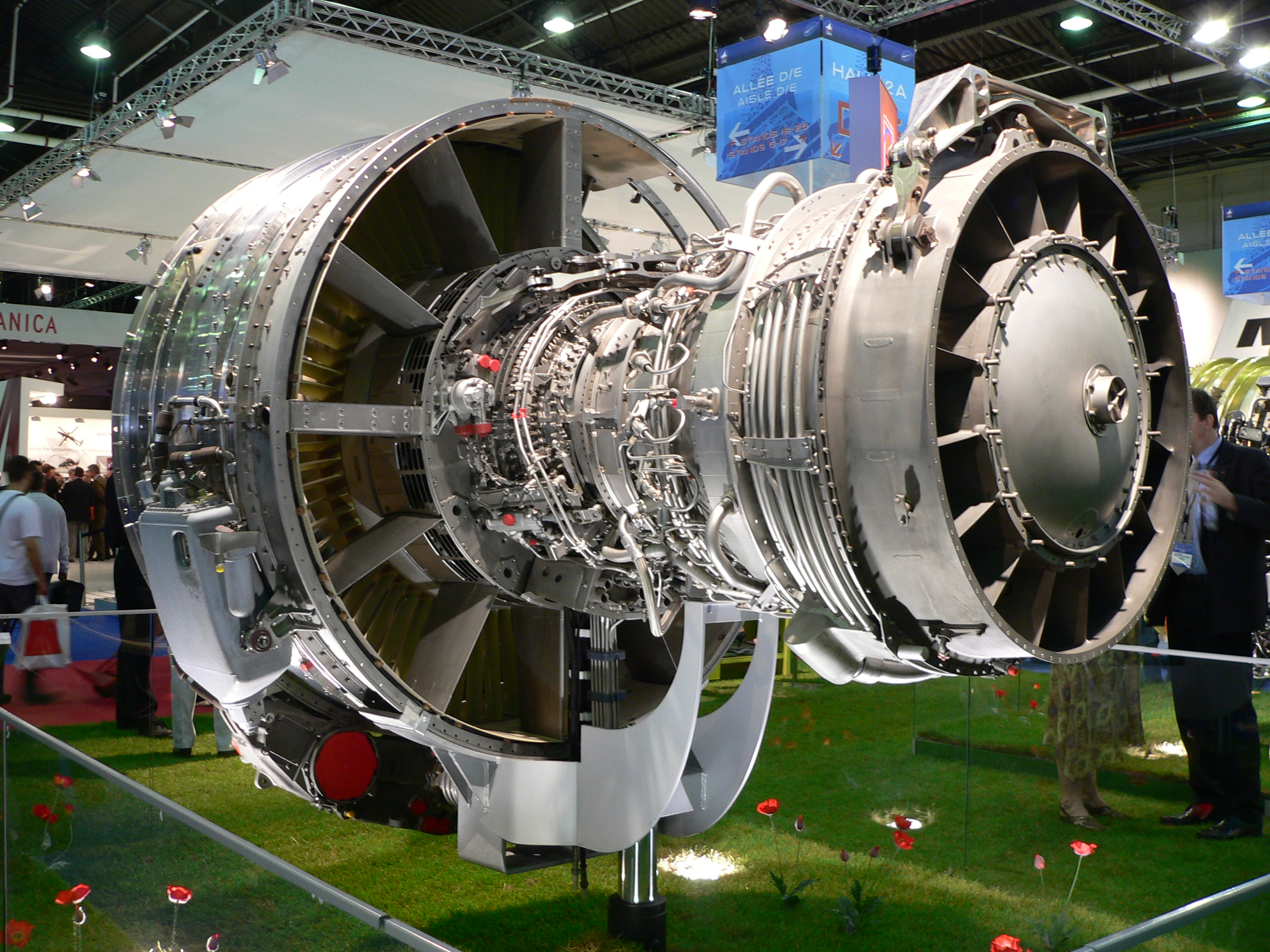
CFM56-5

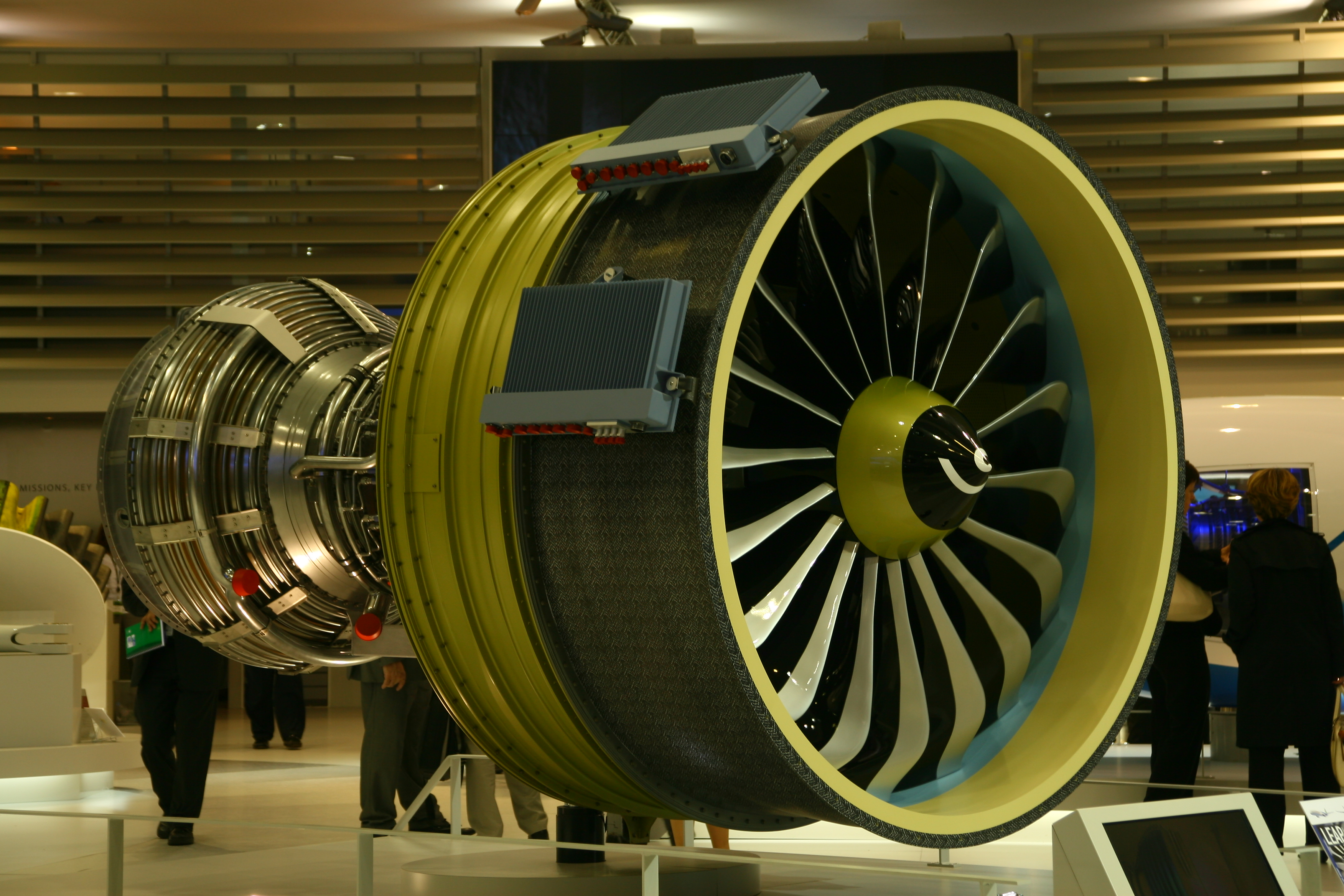
LEAP-Xのモックアップ

CFMインターナショナル (CFM International) はアメリカのGE・アビエーションとフランスのスネクマの合弁事業である。CFM56シリーズおよびLEAPシリーズのジェットエンジンの製造と保守に特化したジョイント・ベンチャーである。
CFMインターナショナルとCFM56シリーズの名前は親会社である2社の民間機用エンジンであるGEのCF6とスネクマのM56に由来する。

## 合弁会社設立の背景
1970年代当時、スネクマは民間航空機のエンジンの市場への参入を模索していた。一方、ゼネラルエレクトリックは小型民間機市場用の高バイパスターボファンエンジンの当時の市場予測から開発費用が少なくてすむ旧式エンジンの改良にするか、当時最先端だったF101エンジンのコアモジュールを流用するか決めかねていた。スネクマがこの計画に参加する事で資金的な心配は払拭されたが、アメリカ政府の資金で軍用機用に開発したエンジンを他国との合弁事業で民間機市場へ向けて開発する事に新たな問題が浮上した。
1973年のニクソン-ポンピドゥー会談でこの問題について話し合われ、両社は合意して合弁会社であるCFMインターナショナルが設立された。

## 将来
CFM インターナショナルでは現在LEAP-Xとして知られる新型エンジンの計画が進行中である。CFM56-5B と CFM56-7の後継機と位置付けられている。LEAP56では複合材の使用が増える事により10-15%燃費が向上する。ボーイング737MAXとエアバスA320neoへの搭載が想定される。CFMにとっての主な競合社はインターナショナル・エアロ・エンジンズだが、同社に次世代エンジンの開発の動きは無く、IAEのメンバーであるプラット＆ホイットニーとロールス・ロイスは独自設計のエンジンをボーイング737MAXとエアバスA320neo向けに目下開発中である。
また、CFM社は次機種LEAP-Xとオープンローター型エンジンの開発を並行して進めるとしている。

## 製品
- CFM56
- LEAP